# Pseudosasa jiangleensis
Pseudosasa jiangleensis là một loài thực vật có hoa trong họ Hòa thảo. Loài này được N.X.Zhao & N.H.Xia miêu tả khoa học đầu tiên năm 1994.